# 297026 Corton
297026 Corton è un asteroide della fascia principale. Scoperto nel 2010, presenta un'orbita caratterizzata da un semiasse maggiore pari a 2,4653756 UA e da un'eccentricità di 0,1249755, inclinata di 4,04210° rispetto all'eclittica.